# Renard II de Choiseul
Vous lisez un « bon article » labellisé en 2020.
Renard II de Choiseul, Raynard II de Choiseul ou Renaud II de Choiseul est le fils de Foulques II et d'Alix de Vignory. Il est seigneur de Choiseul, en Champagne (dans l'actuel département de la Haute-Marne), à la fin du XIIe siècle et au début du XIIIe siècle.
Il épouse en premières noces Clémence de Faucogney, héritière de la seigneurie de Faucogney dans le comté de Bourgogne, qu'ils dirigent tous les deux. Il prend part à la guerre de succession de Champagne et soutient les prétentions de son cousin Érard de Brienne contre la comtesse Blanche de Navarre et son fils, le futur Thibaut IV. Il participe ensuite à la cinquième croisade où il combat probablement lors du siège de Damiette aux côtés d'un autre de ses cousins, Jean de Brienne, roi de Jérusalem.
Revenu en France, il réalise un mariage prestigieux et épouse en secondes noces Alix de Dreux, d'origine capétienne et dame de Traves. En 1228, il combat aux côtés du comte de Champagne Thibaut IV contre une ligue menée par un demi-frère du roi, mécontente de la régence de la reine mère Blanche de Castille.
Vassal de l'évêque de Langres, il s'est montré généreux toute sa vie durant avec le clergé et s'est efforcé d'augmenter la puissance de sa maison tout en conservant au maximum son indépendance vis-à-vis de ses puissants voisins, les comtes de Bourgogne, de Champagne et de Bar. Il meurt en 1239 et est inhumé en l'abbaye de Morimond. Son fils aîné Jean Ier de Choiseul lui succède dans la seigneurie de Choiseul tandis que son plus jeune fils, Robert de Choiseul, hérite de la seigneurie de Traves qui était de l'apanage de son épouse.

## Biographie

### Origines

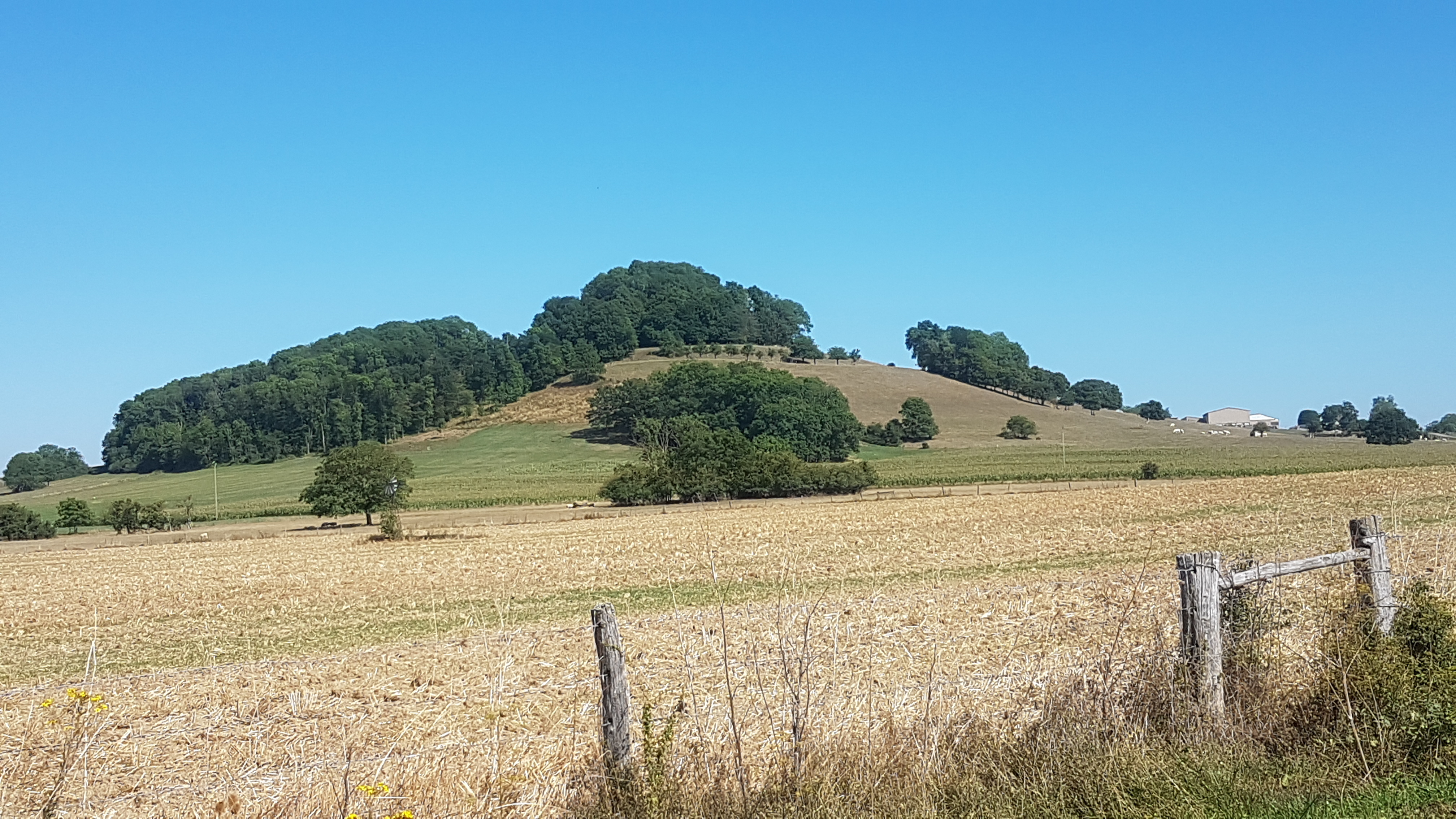
Motte castrale sur laquelle était situé l'ancien château de Choiseul.

Né vers 1175, probablement au château de Choiseul, Renard est le fils aîné, et donc le principal héritier, de Foulques II de Choiseul et d'Alix de Vignory. Les maisons de Choiseul (issue du démembrement du comté de Bassigny) et de Vignory (issue du démembrement du comté de Bolenois) sont parmi les principaux vassaux de l'évêque de Langres.
Renard est nommé pour la première fois dans une charte de 1176 lors d'un don de son père à l'abbaye de Belfays, probablement en remerciement à Dieu pour lui avoir donné un fils. Il est par la suite nommé régulièrement aux côtés de son père lors de différents actes au cours de la décennie suivante, probablement afin de l'associer au pouvoir et à son apprentissage.

### Participation à la troisième croisade?

Siège de Saint-Jean-d'Acre lors de la troisième croisade, Bibliothèque Municipale de Lyon.

Certains historiens du XIXe siècle affirment que Renard a participé à la troisième croisade et aurait combattu au siège de Saint-Jean-d'Acre,. Mais avant de partir pour la Terre sainte, de nombreux croisés effectuaient des dons au clergé afin de s'attirer les bonnes grâces divines durant leur périple. Or, aucune charte de Renard n'atteste de tels dons ou de ce voyage. Seul un acte de 1190 signale la présence de Renard à Messine dans l'entourage du comte de Bar où ce dernier se porte garant d'un emprunt contracté par vingt-et-un chevaliers dont Renard. Or, il s'avère que cet acte est un faux établi pour la mise en place de la salle des Croisades au château de Versailles. De plus, l'historien Gilles Poissonnier estime la naissance de Renard en 1175 ou 1176, si bien qu'il n'aurait eu que quinze ans environ lors de cette croisade.

### Premier mariage et accession à la seigneurie de Faucogney
Avant 1192, alors âgé d'environ 16 ans, il épouse Clémence de Faucogney,, fille d'Aymon II de Faucogney, seigneur de Faucogney et mort après 1174. La seigneurie de Faucogney est alors tenue par le fils aîné de ce dernier, également prénommé Aymon, qui meurt à son tour vers 1205 sans mariage ni postérité, transmettant ainsi le fief familial à sa sœur Clémence et donc au mari de celle-ci,.
Renard et Clémence administrent donc ensemble les terres de Faucogney et partagent leur temps entre Choiseul et Faucogney jusqu'en 1207 où meurt la mère de Renard, Alix de Vignory, et où il est alors nécessaire pour lui d'imposer sa présence dans le Bassigny. Mais vers 1217, à la mort de Clémence de Faucogney et en l'absence d'héritier, Renard doit cependant laisser la seigneurie de Faucogney à la famille de son épouse, le titre revenant alors à Aymon III de Faucogney, fils de Béatrice de Faucogney, sœur de Clémence, et d'Hugues de Rougemeont.

### Accession à la seigneurie de Choiseul
Peu avant 1198, Renard hérite de la seigneurie de Choiseul à la mort de son père Foulques. Toutefois, il dirige le domaine paternel en commun avec sa mère Alix de Vignory qui en est usufruitière et dont le domaine constitue peut-être une partie de son douaire. Mais avant 1203, il dirige seul ses domaines bien que sa mère soit toujours vivante ; peut-être cette dernière a-t-elle renoncé à son douaire au profit de son fils aîné.
Renard essaie, par la suite, de renforcer le pouvoir de sa maison et de garder son indépendance. Il est ainsi le premier de sa lignée à utiliser des scribes personnels, dès le début de son règne, ce qui lui permet de s'affranchir de l'administration épiscopale alors qu'il est vassal de l'évêque de Langres.
En tant que seigneur de Choiseul, c'est également à lui que revient la charge de doter ses sœurs et de leur trouver un mari afin de nouer des alliances avec d'autres maisons nobles. Helvide, la plus âgée, épouse Simon de Beaujeu, tandis que la puînée, Ide, épouse Pierre de Mereville. Quant à la cadette, Alix, elle devient probablement moniale ou est alors morte jeune.

### Vassalité aux comtes de Champagne, de Bourgogne et de Bar

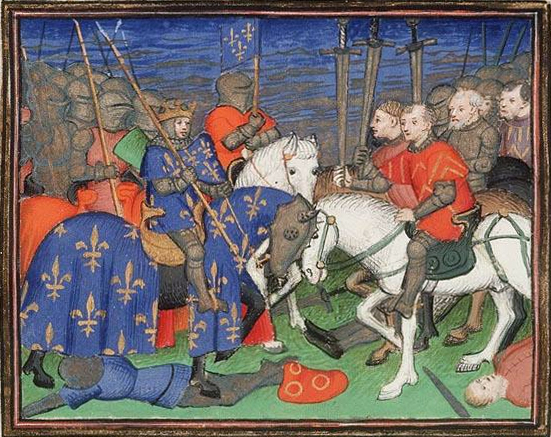
Philippe-Auguste lors de la bataille de Bouvines, dans Vincent de Beauvais, Le Miroir Historial.

Renard était déjà vassal du comte de Bourgogne pour Faucogney et ce qu'il possédait à Bourbonne, mais Choiseul était jusqu'alors un fief isolé qui devait hommage uniquement à l'évêque de Langres, bien qu'il attirait la convoitise de ses puissants voisins : les comtés de Bar et de Champagne.
En 1210, lors de deux chartes, Renard se déclare pour la première fois vassal de la comtesse de Champagne Blanche de Navarre pour des rentes qu'il possédait sur les foires de Bar-sur-Aube et de Provins. Cette vassalité ne compromettait pas beaucoup Renard, mais elle permettait de contenter les envies expansionnistes des Champenois et le protégeait contre d'autres rivaux.
En 1214, il fait partie des chevaliers-bannerets réunis sous l'étendard du comte de Champagne pour répondre à l'appel du roi de France Philippe-Auguste, et participe probablement à la bataille de Bouvines, même si aucun document n'atteste de sa présence,.
Toutefois, Renard garde toujours de bonnes relations avec son autre puissant voisin, le comte de Bar, d'autant plus que l'épouse de celui-ci est la sœur de sa seconde épouse. Ainsi, en 1209, il devient tuteur de la terre d'Apremont pendant l'absence de son légitime propriétaire parti aux croisades,. Puis, en novembre 1214, à la mort du comte de Bar Thiébaut Ier, Renard se porte caution pour le nouveau comte Henri de Bar envers le suzerain de ce dernier, le duc de Lorraine Thiébaud Ier,. Ces deux actes démontrent l'importance du sire de Choiseul vis-à-vis de ses voisins. Puis en 1224, il se déclare également vassal du comte de Bar, son beau-frère, pour Colombey et ce qu'il possède à Vrécourt.

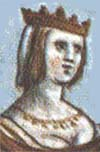
La comtesse Blanche de Navarre.

### Guerre de succession de Champagne
Lors de la guerre de succession de Champagne, il fait partie des partisans d'Érard de Brienne, dont il était cousin, et de sa femme Philippa de Champagne, contre la comtesse Blanche de Navarre et son fils Thibaut,.
En 1217, le pape Honorius III exhorte Érard de Brienne et ses partisans, dont Renard, à faire la paix avec Blanche de Navarre sous peine d'excommunication,. Cette paix dure du 24 février au 22 avril ; après la reprise des hostilités, le pape Honorius III fulmine l'excommunication d'Érard de Brienne et ses alliés, dont Renard,.
En juin 1218, Blanche de Navarre et le duc de Bourgogne Eudes III, alors en marche pour attaquer la ville de Nancy car le duc de Lorraine compte parmi les plus puissants soutiens d'Érard de Brienne, attaquent tour à tour les châteaux de Châteauvillain, de Clefmont et de Joinville. Renard prend probablement part à ces batailles. Puis, en juillet 1218, alors que la ligue menée par Érard perd un à un tous ses soutiens, les derniers membres sont réunis dans son château de Faucogney et Renard se porte alors caution d'Érard de Brienne pour que ce dernier observe la trêve qui lui est imposée,.

### Participation à la cinquième croisade

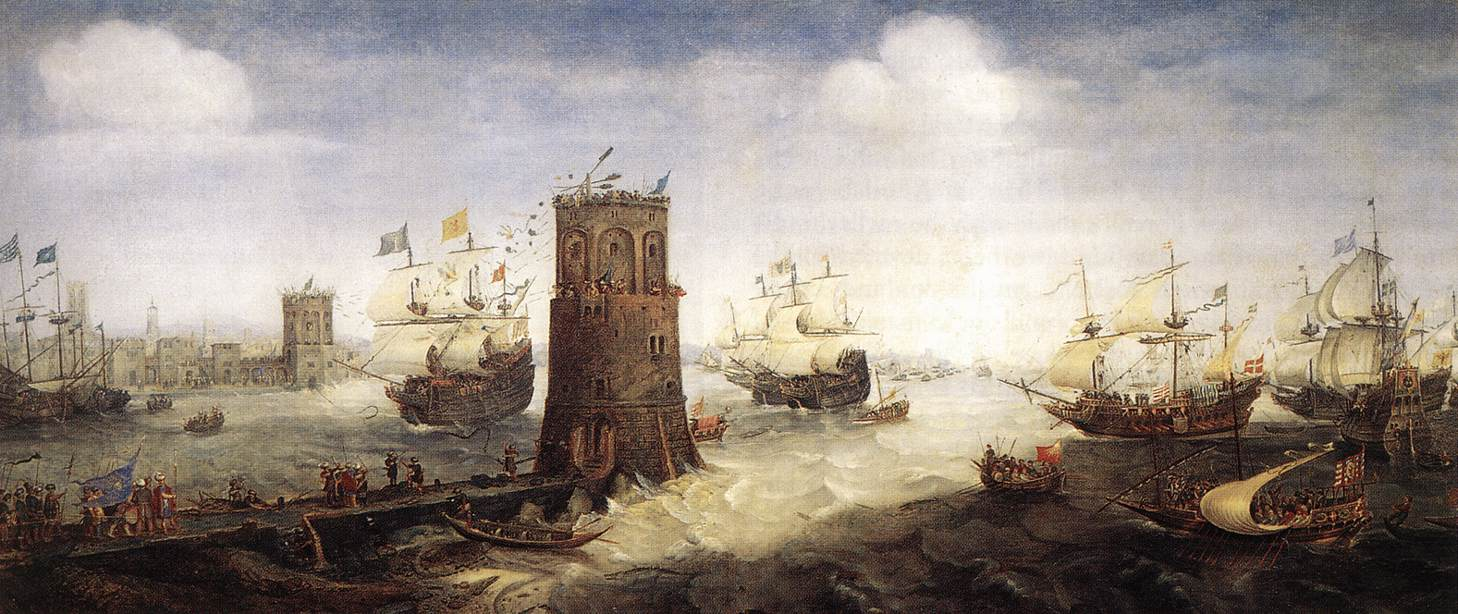
Navire brisant la chaîne de Damiette lors la cinquième croisade.
Peinture d'histoire de Cornelis Claesz van Wieringen, musée Frans Hals, vers 1625.

En 1218, il prend part à la cinquième croisade et participe probablement au siège de Damiette sous le commandement de son cousin le roi de Jérusalem Jean de Brienne,.
Une charte de 1219 attesterait de la présence de Renard à Damiette, mais les historiens Henri de Faget de Casteljau et Gilles Poissonnier ne mentionnent pas la présence de Renard à cette croisade dans leurs études sur la famille de Choiseul. Par conséquent, il demeure possible que Renard n'ait jamais effectué le voyage en Terre sainte.
Toutefois, avant son départ, sa notoriété ne semble pas entachée par sa participation à la guerre de succession de Champagne car il se trouve à la cour de l'évêque de Verdun où il est témoin de l'acquisition d'un bien par le seigneur de Cons, puis à celle du comte de Bar où il figure comme caution avec le comte de Vaudémont d'un accord entre le comte de Chiny et Guillaume et Richard de Chauvency.

### Deuxième mariage et lutte pour l'obtention de Salins
Vers 1220, alors qu'il est veuf et âgé d'environ 45 ans, il épouse en secondes noces Alix de Dreux, veuve de Gaucher IV de Mâcon, seigneur de Salins, et fille de Robert II de Dreux, comte de Dreux, et Yolande de Coucy. Ce mariage est prestigieux pour la maison de Choiseul car Alix de Dreux est une arrière petite-fille du roi des Francs Louis VI le Gros et donc d'origine capétienne. Le douaire d'Alix de Dreux comprend alors en Franche-Comté le château de Bracon et un probable usufruit sur la terre de Salins. Renard assigne alors son château de Choiseul et la moitié de sa terre sur ce douaire. Les démarches entamées pour recouvrer les biens de son épouse doivent être ruineuses pour Renard, car en 1223 il doit emprunter 250 livres à un certain Gilebert de Chaumont, un bourgeois enrichi, et lui laisser comme garantie de remboursement le village de Chauffourt,.
Vers 1222, Renard voit la naissance de son premier fils et héritier Jean. Jusqu'alors, son unique héritier était son frère puîné Barthélemy de Choiseul, qu'il a associé à plusieurs de ses actes. Passé cette date, Barthélemy semble se retirer dans ses terres de Vrécourt.
Renard et son épouse se rendent en 1225 au château de Bracon afin de prendre possession de leurs biens. Toutefois, ils sont mal accueillis et ne peuvent accéder à leur part de la succession de Gaucher IV de Mâcon, premier mari d'Alix de Dreux, probablement à cause des agents de Marguerite de Salins, fille aînée de Gaucher IV de Mâcon et de sa première épouse Mathilde de Bourbon. Après plusieurs mois passés à Bracon sans que la situation n'évolue, ils vendent leur part de l'héritage à la duchesse de Bourgogne et rentrent en Bassigny. L'affaire est définitivement réglée en 1237, lorsque le comte de Chalon leur laisse la seigneurie de Traves, les terres de Scey-sur-Saône et de Frotey.

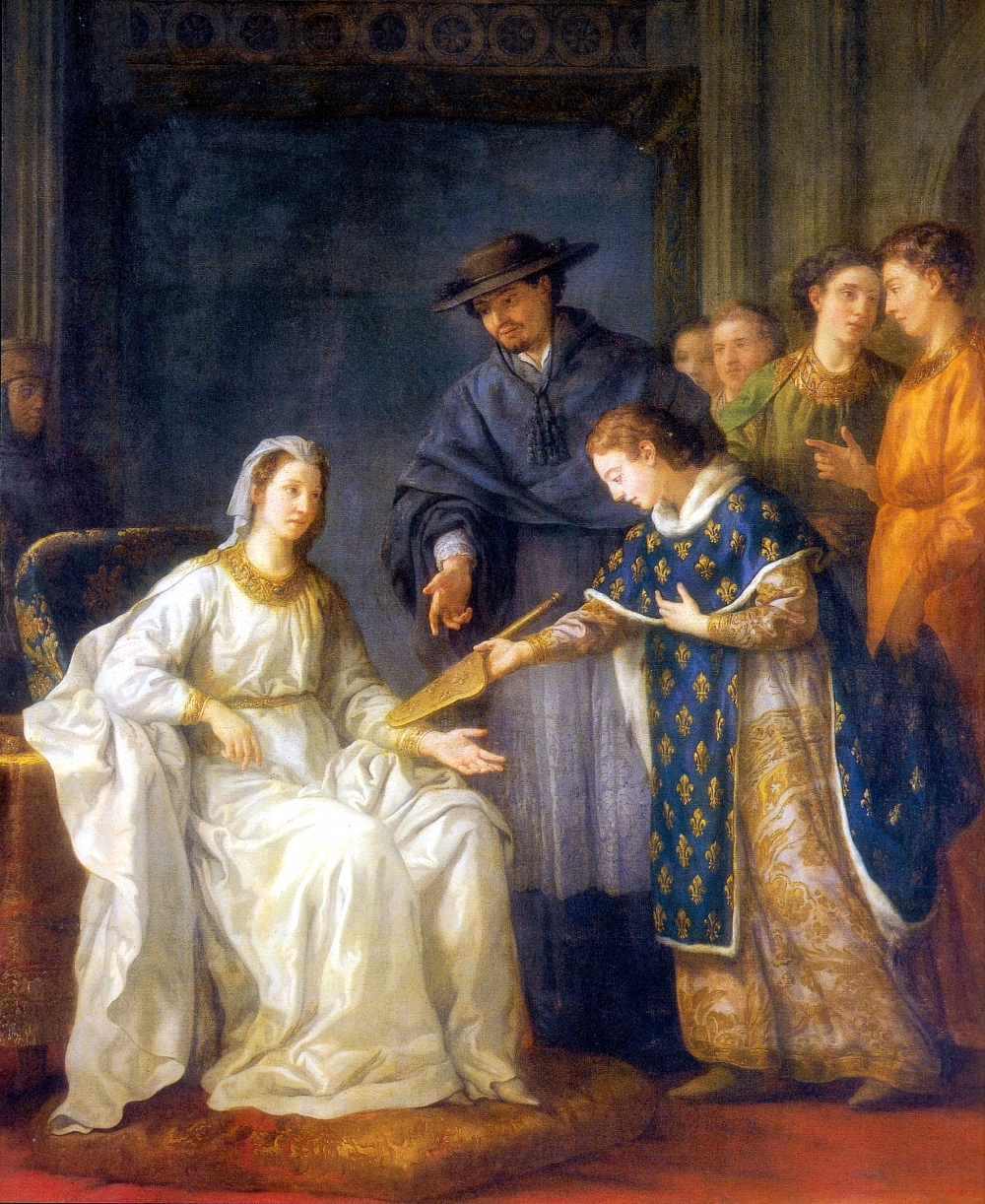
Saint Louis confiant la régence à sa mère Blanche de Castille (toile du XVIIIe siècle, par Joseph-Marie Vien).

### Chevauchée avec le comte de Champagne
En 1228, une ligue menée par Philippe, demi-frère du roi, Hugues X de Lusignan et le duc de Bretagne Pierre Mauclerc, mécontents de la régence de Blanche de Castille, envisage d'enlever le roi Louis IX, âgé de seulement quatorze ans. Fidèle à la reine-mère Blanche de Castille, le comte de Champagne Thibaut IV lève alors un ost de 300 chevaux dont fait partie Renard.
Pierre Mauclerc est le beau-frère de Renard, ce qui signifie que ce dernier a préféré rester loyal au comte de Champagne et au roi des Francs en prenant les armes contre le frère de son épouse.

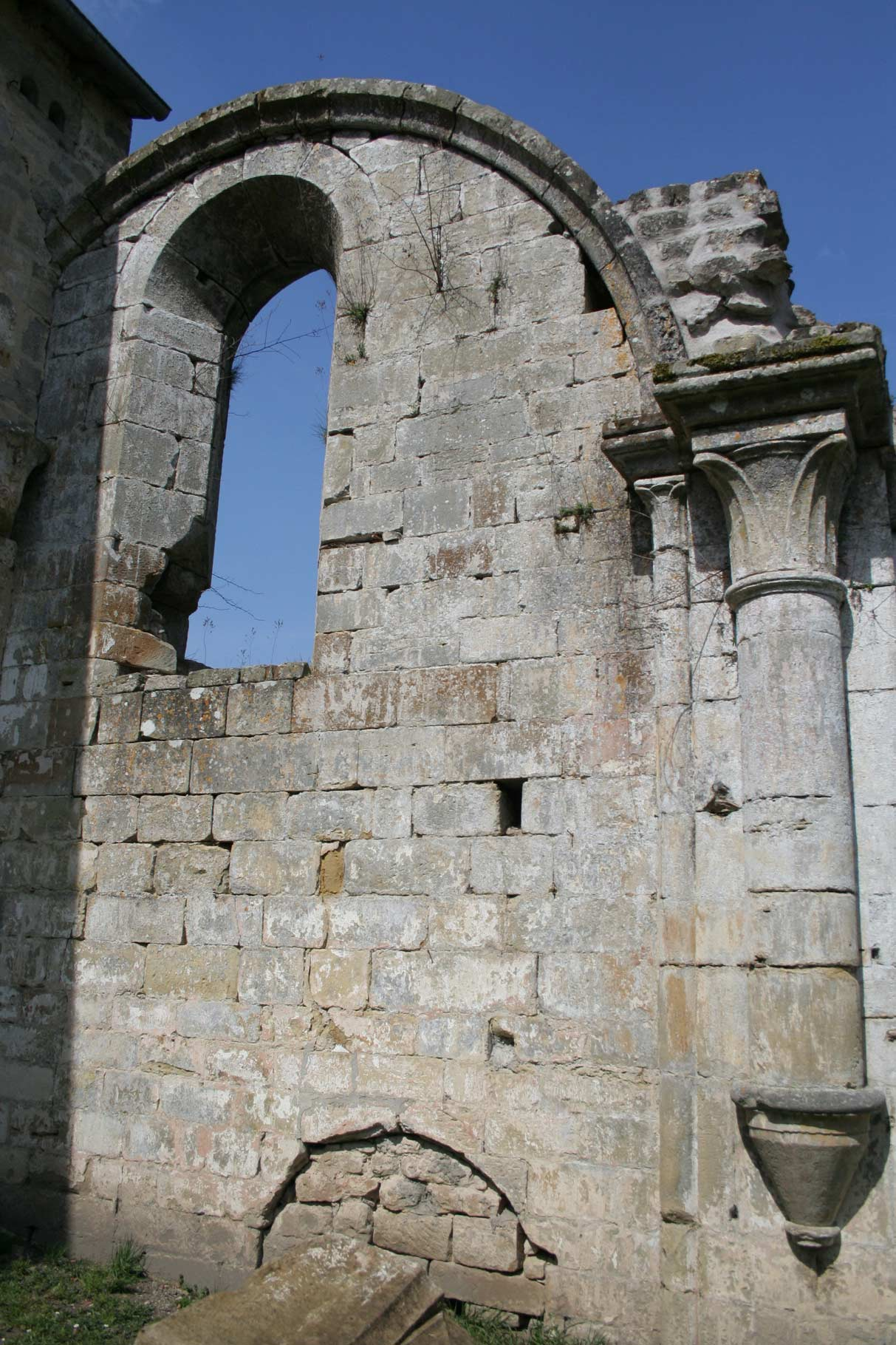
Vestiges de l'église de l'abbaye de Morimond.

### Testament et fin de vie
En février 1239, sentant proche la fin de sa vie, il réalise son testament. Il fait un premier don à l'abbaye de Morimond, puis un autre en mars à l'abbaye de Belfays. Il meurt probablement peu après à l'âge d'environ 65 ans et est inhumé, comme ses ancêtres, en l'abbaye de Morimond.
Il est remplacé par son fils aîné, Jean Ier, alors âgé d'une quinzaine d'années seulement. Le pouvoir sera exercé par sa veuve, Alix de Dreux, jusqu'à l'émancipation de Jean en décembre 1246. Quant à la seigneurie de Traves qui était de l'apanage de son épouse, elle revient au plus jeune de ses fils, Robert de Choiseul. Son deuxième fils, Renard, est confié à l'église et devient trésorier de Reims. Renard ayant eu ses enfants trop âgé, il n'aura pas pu les marier ni doter ses deux filles, Yolande et Agnès.

## Politique et administration

### Vassalité
Le châtellenie de Choiseul était indépendante, même s'il devait hommage à l'évêque de Langres. Elle était le centre de plusieurs autres seigneuries, dont Aigremont, Bourbonne et Traves. Toutefois, pour ce qu'il possédait à Bourbonne ainsi que Faucogney, il était vassal du comte de Bourgogne.
En 1210, Renard, qui recevait plusieurs rentes sur le domaine des comtes de Champagne, se déclare vassal des comtes pour ce qu'il tenait d'eux en fief. Puis en 1224, il  se déclare également vassal du comte de Bar, son beau-frère, pour Colombey et ce qu'il possède à Vrécourt. Renard se retrouve ainsi sous la protection des trois comtés voisins et par conséquent aucun d'eux ne peut tenter d'accaparer Choiseul sans risquer de représailles des deux autres.

### Acquisition de la seigneurie de Laferté-sur-Amance
À la suite des avancées expansionnistes des comtes de Champagne dans le Bassigny, Renard essaie d'assurer et d'agrandir son pouvoir sur ce territoire.
En 1220, il obtient de Guy de Vignory, seigneur de Laferté-sur-Amance, fils du seigneur de Vignory Gautier Ier et neveu de sa mère Alix de Vignory, qu'il se reconnaisse son homme-lige sauf de la ligéité due au sire de Vignory, et que si ce dernier mourait sans enfant mâle, il la tiendrait directement du sire de Choiseul. Jusqu'alors, cette châtellenie relevait du seigneur de Clefmont, mais ce dernier, sorti très affaibli de la guerre de succession de Champagne, était devenu vassal du comte de Champagne. En 1234, il obtient du seigneur de Vignory qu'il se déclare directement son vassal pour Laferté-sur-Amance, mais il n'est pas impossible qu'il ait dû rémunérer cette décision.

### Relations avec le clergé

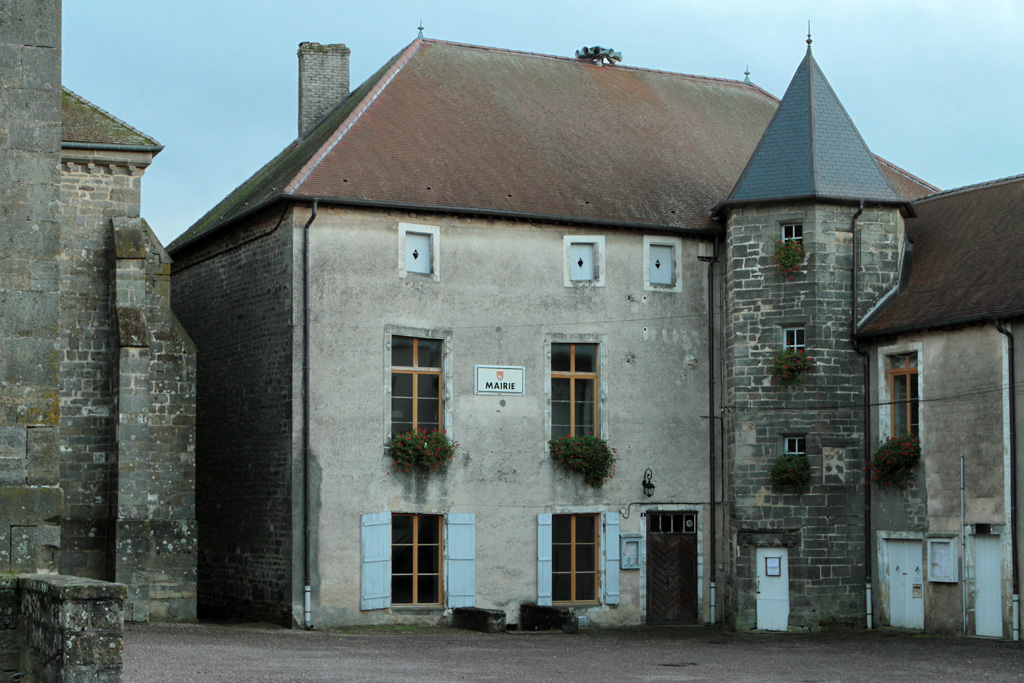
Vestiges du prieuré de Varennes.

Contrairement à son père Foulques qui a toujours eu des rapports conflictuels avec le clergé en général et l'abbaye de Morimond en particulier, Renard entretient de bonnes relations avec les abbayes voisines.
Il se montre généreux avec l'abbaye de Morimond et le prieuré de Varennes, dont il est l'avoué,, mais aussi avec l'abbaye de Luxeuil lorsqu'il était à Faucogney, ainsi qu'avec celles de Vaux-la-Douce, du Val des Écoliers,, de Belfays, de Faverney et de Bithaine, de même qu'avec les Templiers de la commanderie de Robécourt. Aussi, en 1215, à la demande de l'abbé de Luxeuil, il fonde avec les frères Guillaume et Richard d'Auxelles le prieuré Saint-Urbain de Saulx. Ce prieuré ne vit pas longtemps ; Renard redonnera ses possessions de Saulx à l'abbaye de Bithaine.
Toutefois, les largesses de Renard peuvent parfois s'assimiler à des collaborations avec les moines. Ainsi, il donne au prieuré de Varennes le tiers de cultures nouvelles afin d'obtenir l'aide des moines pour défricher la forêt pour obtenir de nouvelles zones de culture, et donc de nouveaux paysans et de nouvelles taxes. De même, il offre à l'abbaye de Morimond une part des revenus des foires de Choiseul et peut ainsi espérer profiter du développement de l'abbaye cistercienne qui fait converger vers elle une foule d'individus venus de toute l'Europe,.

### Réputation et probité
Renard devait jouir d'une grande probité auprès de ses semblables, car il figure comme témoin ou caution dans de nombreux actes. Ainsi, il est en Lorraine en 1209 où il devient tuteur de la terre d'Apremont pendant que son propriétaire part en croisade, et en 1214, à la mort du comte de Bar Thiébaut Ier, il est caution pour le nouveau comte Henri de Bar envers le suzerain de ce dernier, le duc de Lorraine Thiébaud Ier.
Aussi, en 1220, il est présent à la cour de la duchesse de Bourgogne Alix de Vergy et est témoin de sa promesse de maintenir les privilèges de la commune de Dijon.
De même, en 1236, il participe à Château-Thierry à la signature du contrat de mariage de son neveu (par alliance) Jean de Bretagne et de Blanche de Champagne, fille du comte Thibaut IV.

### Arts et lettres

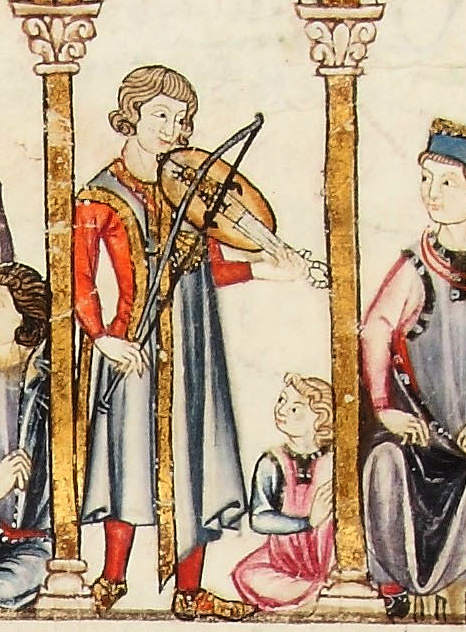
Un joueur de vièle, enluminure ornant les Cantigas de Santa Maria, XIIIe siècle.

Renard semble avoir encouragé l'art des chansonniers sur ses terres. Chardin de Croisilles, qui aurait auparavant côtoyé le comte de Brienne Érard II, aurait ainsi été bien accueilli et lui aurait dédié quelques vers :

« A Choisil va, chanson, grant aleure,
Et di Renaît que tous jours, sans mesure,
Aim loiaulmement et de fin cuer entier,
Car los et pris l'en rendront grant louier. »

Néanmoins, un autre trouvère, dont l'histoire n'a pas retenu le nom et qui est surnommé le trouvère de Choiseul, n'aurait pas été si bien accueilli et se moque des dames de Choiseul et de Châteauvillain prétendument dépensières, ainsi que des seigneurs de se soumettre à leur ordre et de ne pas accueillir généreusement les trouvères. Il aurait ainsi écrit ces vers :

« Or vous dis que Choisuel,
Ne me vaut pas deus oes,
Qui me soloit valoir,
Tôt main vint vermues. »

Toutefois, cette chanson n'est pas datée avec exactitude, et il n'est pas impossible que le seigneur de Choiseul en question soit Jean Ier, fils et successeur de Renard.

## Famille

### Mariages et enfants
Avant 1192, Renard de Choiseul épouse en premières noces Clémence de Faucogney (morte c. 1217), fille d'Aymon II de Faucogney, seigneur de Faucogney et vicomte de Vesoul, et d'Adeline, dont le nom de famille est inconnu, dont il n'a pas de postérité et qui meurt vers 1217.
Vers 1220, veuf, il épouse en secondes noces Alix de Dreux (morte en 1258), d'origine capétienne car arrière-petite-fille du roi des Francs Louis VI le Gros, dame de Traves, veuve de Gaucher IV de Mâcon, seigneur de Salins, fille de Robert II de Dreux, comte de Dreux, et de Yolande de Coucy, dont il a cinq enfants :
- Jean Ier de Choiseul (mort en 1309), qui succède à son père ;
- Renard de Choiseul (mort en 1276), trésorier de Reims ;
- Yolande de Choiseul (morte en 1310), qui épouse en premières noces Jean de Ray, seigneur de Ray, fils d'Othon de la Roche, seigneur de Ray, et de Margueritte de Thilchatel, dont elle a deux enfants, Othon et Guillaume de Ray. Veuve, elle épouse en secondes noces Étienne II d’Oiselay, fils de d'Étienne Ier, seigneur d’Oiselay, et de Clémence de Faucogney., dont elle n'a pas d'enfant ;
- Agnès de Choiseul (morte en 1293), elle épouse en premières noces Simon IV, seigneur de Sexfontaines et de Jonvelle, fils de Simon III de Sexfontaines et d'Isabelle de Jonvelle, dont elle a quatre enfants (Guy, Simon, Élisabeth et Alix de Sexfontaines). Veuve, elle épouse en secondes noces Pierre, seigneur de La Fauche, fils d'Hugues IV de La Fauche, dont elle a des enfants. De nouveau veuve, elle épouse en troisièmes noces Jacques, seigneur de Bayon, fils d'Henri de Lorraine, seigneur de Bayon, et de Damete de Pesmes, dont elle a un enfant, Henri de Bayon ;
- Robert de Choiseul (mort en 1280), seigneur de Traves et vicomte de Besançon.

## Confusion historique
Certains historiens du XIXe siècle ont intégré dans la généalogie de la maison de Choiseul deux personnages du nom de Renard. Selon eux, Renard II, qui serait mort vers 1219, aurait eu avec Clémence de Faucogney un fils qui se serait nommé Renard III. C'est ce dernier qui aurait alors épousé Alix de Dreux dont il aurait eu cinq enfants, continuant ainsi la descendance de cette famille.
Toutefois, il s'agit d'une erreur car une charte de 1236 parle d'un Renard, seigneur de Choiseul et fils de Foulques de Choiseul. Renard II et Renard III ne sont donc probablement qu'une seule et même personne et la généalogie ci-dessus est certainement la bonne, d'autant plus qu'elle justifie le fait que les héritiers de Renard II ne sont pas seigneurs de Faucogney.